# Helen Sullivan

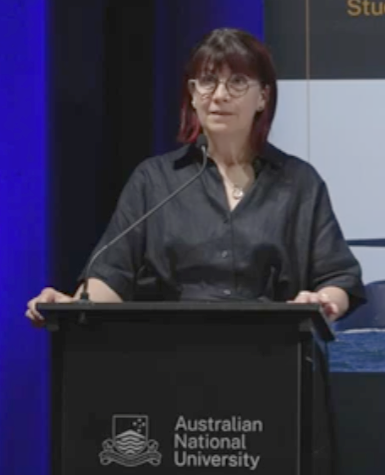

Helen Sullivan (* 1966 in Wales) ist eine Politikwissenschaftlerin, die als Professorin an der Australian National University (ANU) in Canberra lehrt und forscht und dort Dekanin des College of Asia & the Pacific ist. 2020/21 amtierte sie als Präsidentin der Australian Political Studies Association.

## Werdegang und Wirken
Sullivan machte 1988 das Bachelor-Examen (Modern History and Political Science) an der University of Birmingham, den Master-Abschluss (Women's Studies) 1989 an der University of York und wurde 2000 an der University of Birmingham zur Ph.D. (Local Government Studies) promoviert.
2011 war sie Mitbegründerin des Policy Commission Program der University of Birmingham, das Wissenschaftler mit Persönlichkeiten aus Politik, Wirtschaft und Zivilgesellschaft zusammenbringt, um neue und umsetzbare Lösungen für wichtige politische Probleme zu entwickeln. Außerdem leitete sie die erste Kommission zur Reform des lokalen öffentlichen Dienstes, die auf dem Parteitag der britischen Konservativen 2010 konstituiert wurde.
2013 gründete sie die Melbourne School of Government. Von 2017 bis 2021 war sie Direktorin der Crawford School of Public Policy an der ANU. Seit 2021 ist sie am ANU-College of Asia & the Pacific.

## Schriften (Auswahl)
- Mit Chris Skelcher: Working across boundaries. Collaboration in public services.  Palgrave, New York 2002, ISBN 0-333-96150-1.
- Mit Marion Barnes und Janet Newman: Power, participation and political renewal. Case studies in public participation. Policy, Bristol 2007, ISBN 978-1-861-34668-1.
- Mit Chris Skelcher  und Stephen Jeffares: Hybrid governance in European cities. Neighbourhood, migration and democracy. Palgrave Macmillan, New York 2013, ISBN 978-0-230-27322-1.
- Herausgeberin mit Sara Bice und Avery Poole: Public policy in the 'Asian century'. Concepts, cases and futures. Palgrave Macmillan, London 2018, ISBN 978-1-137-60251-0.